# 폴란드-체코슬로바키아 국경 분쟁

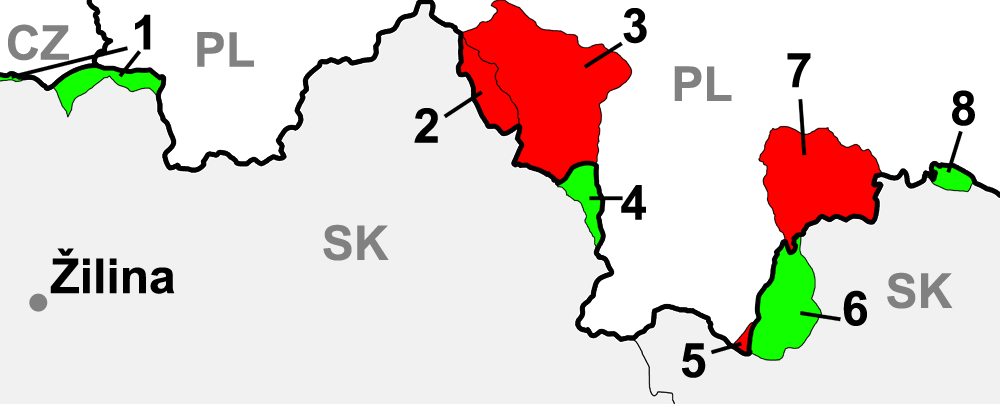
1902년부터 1958년까지 헝가리-오스트리아 갈리시아 국경, 이후 슬로바키아-폴란드 국경의 영토 변화 (붉은 부분 – 오스트리아 갈리시아/폴란드; 녹색 부분 – 헝가리/슬로바키아)

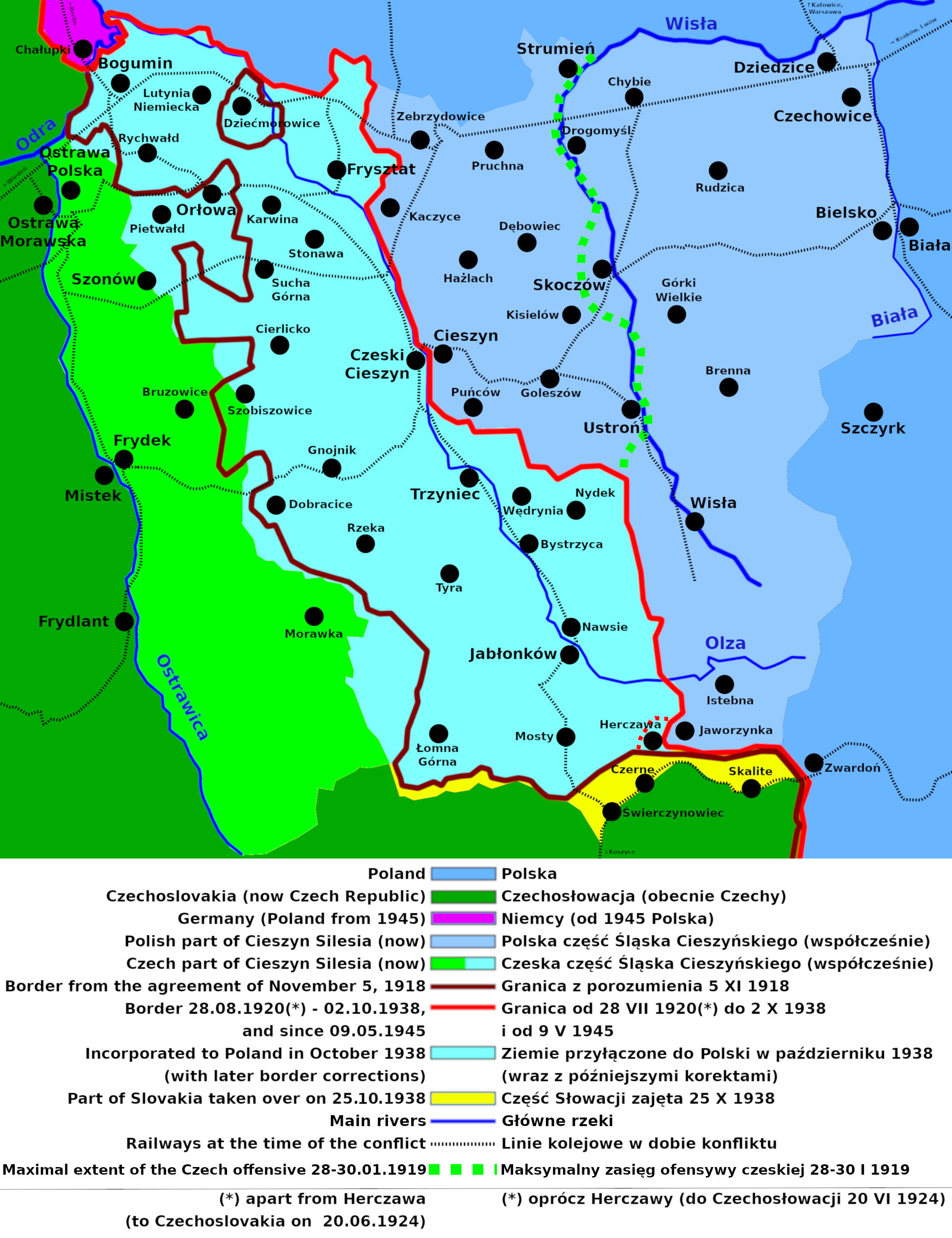
1918년부터 1958년까지 폴란드-체코 국경의 영토 변화

폴란드-체코슬로바키아 국경 분쟁은 1918년에 새로 독립한 국가인 폴란드 제2공화국과 체코슬로바키아 제1공화국 사이에 시작되었다. 분쟁은 체신 실레시아, 오라바 영토 및 스피시의 분쟁 지역을 중심으로 일어났다. 제2차 세계 대전 이후 분쟁은 1945년까지 독일에 속해 있던 크워츠코와 라치부시 주변 지역을 포함하도록 확대되었다. 분쟁은 1919년에 절정에 달했으며, 1958년 폴란드 인민공화국과 체코슬로바키아 사회주의 공화국 간의 조약으로 마침내 해결되었다.

## 제1차 세계 대전 이전
제1차 세계 대전 이전에 스피시와 오라바는 모두 다민족 지역이었다. 이들 지역의 최북단 거주민들은 주로 고랄인으로, 그들의 방언과 관습은 여러 면에서 포드할레 고랄인과 유사했다. 고랄인들이 거주하는 또 다른 지역은 차트차 지역에 위치해 있었다. 19세기 말에 타트리산맥 안팎의 관광이 폴란드 교육받은 대중 사이에서 매우 인기를 얻었고, 포드할레 고랄인들의 민속은 작가와 예술가들에 의해 크게 낭만화되었다. 고어적인 폴란드어 기반으로 인해, 고랄 방언은 폴란드어의 역사를 다루는 언어학자들 사이에서 인기 있는 연구 대상이 되었다.
그 결과, 19세기 말까지 폴란드 지식인들은 스피시, 오라바, 차트차 주변의 고랄어 사용 지역을 그들의 거주민들의 실제 민족 의식(또는 그 부재)에 관계없이 포드할레와 마찬가지로 민족지학적으로 폴란드어로 간주하는 것이 일반적이었다. 유일한 예외는 북동부 오라바였는데, 이곳에는 폴란드인 또는 폴란드 교육을 받은 성직자들이 지역 가톨릭 교구로 유입되었고, 인근 포드할레에서 발행되는 폴란드어 신문 가제타 자코파인스카(Gazeta Zakopiańska)가 일부 유통되었다.

## 폴란드와 체코슬로바키아의 건국
제1차 세계 대전 종전 후, 새로 독립한 두 국가인 폴란드 제2공화국과 체코슬로바키아 제1공화국은 모두 체신 실레시아 지역에 대한 영유권을 주장했다. 체코슬로바키아는 전략적, 민족적 이유뿐만 아니라 특히 경제적, 역사적 이유로 이 지역에 대한 영유권을 주장했다. 분쟁 지역은 보헤미아 왕관령의 역사적인 체코 영토의 일부였다. 체코 영토에서 동부 슬로바키아로 가는 유일한 철도 (코시체-보후민 철도)가 이 지역을 통과했으며, 철도 접근은 체코슬로바키아에 매우 중요했다. 새로 형성된 국가는 슬로바키아에 대한 헝가리 주권을 재확립하려는 쿤 벨러의 혁명적인 헝가리 평의회 공화국과 전쟁 중이었다. 이 지역은 또한 흑석탄이 매우 풍부하며, 오스트리아-헝가리 전체에서 가장 산업화된 지역이었다. 중요한 트르지네츠 제철소도 이곳에 위치해 있다. 이 모든 요인들이 체코슬로바키아에 대한 이 지역의 전략적 중요성을 높였다. 반면에, 상당한 체코인 및 독일인 소수 민족에도 불구하고 인구의 대부분은 폴란드인이었다.
폴란드 측은 민족적 기준에 따라 이 지역에 대한 영유권을 주장했다. 마지막 (1910년) 오스트리아-헝가리 인구 조사에 따르면 이 지역 인구의 대다수가 폴란드인이었다.
폴란드와 체코 두 개의 지역 자치 의회가 설립되었다. 처음에는 폴란드 라다 나로드노바 크시엥스트바 치에신스키에고(Rada Narodowa Księstwa Cieszyńskiego)는 1918년 10월 30일 선언 "루두 실롱스키!(Ludu śląski!)"에서, 체코 나로드니 비보르 프로 슬레즈스코(Národní výbor pro Slezsko)는 1918년 11월 1일 선언에서 모두 체신 실레시아 전체에 대한 영유권을 주장했다. 1918년 10월 31일, 제1차 세계 대전과 오스트리아-헝가리의 해체 여파로, 지역 폴란드 당국이 대부분의 지역을 점령했다. 1918년 11월 2일의 단기 임시 협정은 두 민족 의회가 최종적인 경계 획정에 도달하지 못했음을 반영했고, 1918년 11월 5일, 이 지역은 또 다른 임시 협정에 의해 폴란드와 체코슬로바키아 사이에 분할되었다. 1919년, 이 의회들은 새로 설립된 프라하와 바르샤바의 독립 중앙 정부에 흡수되었다.
새로운 체코슬로바키아 국가에 스피시와 오라바를 포함하는 것은 모든 주민들에게 환영받지 못했다. 1918년 11월 초에 상부 오라바 폴란드 국민평의회가 야블론카에 설립되었고, 친폴란드 스피시 국민평의회는 스타라류보브냐에 존재를 선언했다. 이 두 단체는 모두 자코파네 공화국과 접촉하고 있었다. 자코파네 공화국은 포드할레에 있던 단명(1개월)한 자치 폴란드 소국으로, 대통령은 스테판 제롬스키였다. 1918년 11월 6일, 폴란드군은 스피시로 진입했지만, 1918년 12월 7일 케주마로크에서의 패배와 협상국의 압력으로 퇴각했다. 그러나 1919년 6월, 폴란드군은 다시 북부 스피시와 추가로 북부 오라바를 점령했다. 스피시에서는 포프라트까지 이르는 지역의 북부 전체를 요구했으나, 1919년 1월 바르샤바의 명령에 따라 부대는 철수했다. 양국 정부가 북부 스피시와 북동부 오라바 마을에서 사람들이 폴란드 또는 체코슬로바키아 중 어느 곳에서 살기를 원하는지에 대한 국민투표를 실시하겠다고 약속했지만, 그 약속은 지켜지지 않았고, 양국 정부는 중재에 동의했다.
폴란드에서는 이 사건이 폴란드 타트라 협회에 의해 옹호되었고, 나중에는 크라쿠프에 설립된 스피시, 오라바, 차트차, 포드할레 방어 국가 위원회에 의해 옹호되었다. 이 위원회는 타트라 산맥과 고랄 민속에 대한 이야기로 유명한 인기 작가 카지미에시 프셰르바-테트마예르가 이끌었다. 전체 분쟁은 "체코 침략"과 같은 표현이 흔히 사용되면서 폴란드-슬로바키아 문제가 아닌 폴란드-체코 문제로 간주되었다. 이 위원회는 대표단을 조직했는데, 그 구성원들인 야블론카(오라바) 출신 신부 페르디난트 마하이, 라브차 (오라바) 출신 피오트르 보로비, 렌다크 (스피시) 출신 보이치에흐 할친은 파리로 가서 개인 접견을 통해 우드로 윌슨 미국 대통령과 대화했다.

## 1919년 체코슬로바키아 공세

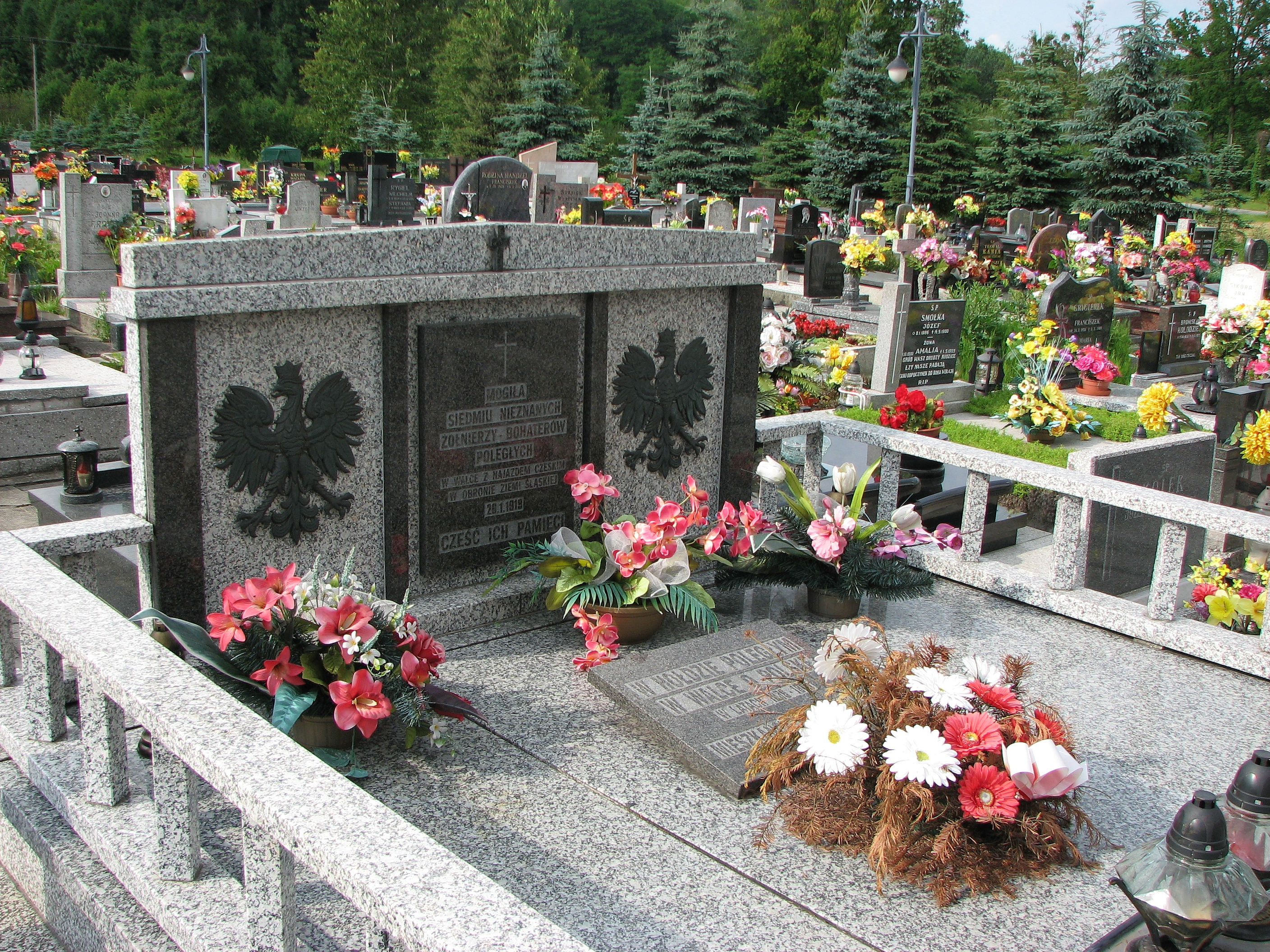
1919년 폴란드-체코 분쟁 중 제브지두비체, 체신 실레시아에서 전사한 폴란드인 기념비

1919년 1월, 실레시아의 체신 실레시아 지역을 놓고 폴란드 제2공화국과 체코슬로바키아 제1공화국 사이에 전쟁이 발발했다. 프라하의 체코슬로바키아 정부는 폴란드인들에게 임시 협정에서 폴란드령으로 지정된 지역에서 국가 의회 선거 준비를 중단할 것을 요구했다. 이는 분쟁 지역에서 주권적 통치가 이루어지지 않아야 한다는 원칙에 따른 것이었다. 폴란드 정부는 이를 거부했고, 체코슬로바키아는 무력으로 준비를 중단시키기로 결정했다.
체코슬로바키아군은 1월 23일 폴란드 임시 기관이 관리하는 지역에 진입했다. 체코슬로바키아군은 약한 폴란드군에 대해 우위를 점했다. 대부분의 폴란드군은 당시 동부 갈리시아를 놓고 서우크라이나 인민공화국과의 전투에 참여하고 있었다. 체코슬로바키아는 협상국의 압력으로 진격을 멈출 수밖에 없었고, 체코슬로바키아와 폴란드는 1919년 2월 3일 파리에서 새로운 경계선을 서명하도록 강요받았다.
1919년 파리 강화 회의에서 폴란드는 야보리나 주변 지역을 포함한 스피시 북서쪽 일부를 요구했다.

## 1920년대 협상
최종 국경선은 벨기에 스파 회담에서 결정되었다. 1920년 7월 28일, 분쟁 지역의 서쪽 부분은 체코슬로바키아에 할양되었고, 폴란드는 동쪽 부분을 획득하여 상당한 폴란드계 소수 민족을 포함하는 트란스-올자를 형성했다.
에드바르트 베네시는 또한 스피시 북서부의 13개 마을(특히 노바 비아와, 유르구프, 니에지차; 195 km2 (75 mi2); 인구 8,747명)과 오라바 북동부의 12개 마을(야블론카 주변; 389 km2 (150 mi2); 인구 16,133명)을 폴란드에 할양하는 데 동의했다. 체코슬로바키아 당국은 이들 주민들을 전적으로 슬로바키아인으로 간주했지만, 폴란드 측은 그곳에서 사용되는 방언이 폴란드어에 속한다고 지적했다. 폴란드 정부는 그 결과에 만족하지 못했다.
이 분쟁은 1924년 3월 12일 국제연맹 이사회(국제사법재판소)에 의해 해결되었으며, 이사회는 체코슬로바키아가 야보리나와 즈디아르 영토를 유지해야 한다고 결정했다. 이는 (같은 해에) 오라바 지역의 추가 영토 교환을 수반하여 니즈나 리프니차 주변 영토는 폴란드에, 수하호라와 흘라도프카 주변 영토는 체코슬로바키아에 귀속되었다.

## 1938년 폴란드의 합병

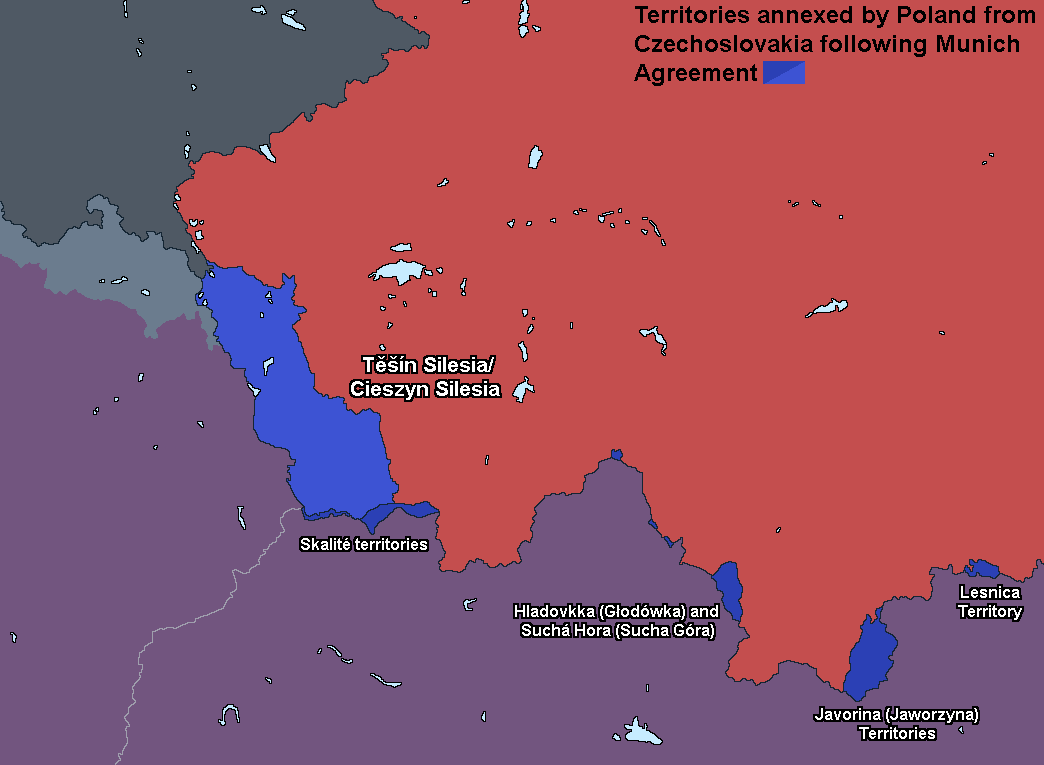
뮌헨 협정과 제1차 빈 중재 이후 폴란드가 체코슬로바키아로부터 합병한 영토

### 뮌헨 협정
1938년 나치 독일이 체코슬로바키아로부터 원래 요구했던 지역 내에는 중요한 철도 교차점 도시인 보후민이 있었다. 폴란드인들은 이 도시가 이 지역과 폴란드 이익에 결정적으로 중요하다고 여겼다. 9월 28일, 베네시는 폴란드 행정부에 상호 관계를 위해 테신스키에 지역의 영토 경계 재논의를 제안하는 메모를 작성했으나, 런던과 파리로부터 좋은 소식이 오기를 바라며 보내기를 지연했지만 결국 소식은 오지 않았다. 베네시는 이후 소련 지도부에 연락했고, 소련은 동벨라루스와 우크라이나에서 부분 동원을 시작하며 폴란드에 소련-폴란드 불가침 조약의 해체를 위협했다.
9월 30일 정오, 폴란드는 체코슬로바키아 정부에 체코슬로바키아군과 경찰의 즉각적인 철수를 요구하며 다음 날 정오까지 기한을 주는 최후통첩을 보냈다. 10월 1일 오전 11시 45분, 체코슬로바키아 외무부는 프라하 주재 폴란드 대사를 불러 폴란드가 원하는 것을 가질 수 있다고 통보했다. 브와디스와프 보르트노프스키 장군이 지휘하는 폴란드군은 801.5km2 면적에 227,399명의 인구를 가진 지역을 합병했다.

### 제1차 빈 중재
1938년 11월, 폴란드는 슬로바키아 국경을 넘어 스피시에서 소규모 교전이 발생하여 슬로바키아군이 철수하기 전 폴란드 측에서 2명이 사망했다. 폴란드는 슬로바키아 북부 일부를 점령하고 수하호라와 흘라도프카 주변, 야보리나 주변, 그리고 피에니니 산맥의 레스니차 주변 영토, 스칼리테 주변의 작은 영토, 그리고 기타 아주 작은 국경 지역들을 획득했다. 폴란드는 1938년 11월 1일 공식적으로 이 영토들을 획득했다.

## 제2차 세계 대전
슬로바키아 제1공화국은 1938년에 잃었던 영토와 1920년에서 1924년에 잃었던 영토를 모두 되찾았다. 이 재합병은 1939년 10월(슬로바키아가 1939년 9월 나치 독일의 폴란드 공격을 지원했을 때)에 일어났다 (1939년 11월 24일 공식 확인). 슬로바키아 괴뢰 국가에 의한 합병은 슬로바키아인과 소수의 폴란드인 지역 주민들을 나치 독일의 노골적인 공포로부터 구해냈다. 슬로바키아가 홀로코스트에 참여하기로 동의할 때까지 총독부 (나치 독일)에서 행해진 것처럼 말이다. 하지만 그때도 제노사이드 정책은 유대인과 로마인에게만 적용되었다.
1945년 1월, 이 국경 지역은 소련 붉은 군대에 의해 점령되었다. 오라바와 스피시(1920-1924년에 체코슬로바키아가 잃은 영토 포함) 주민들은 나머지 체코슬로바키아 (슬로바키아는 독립 국가로서의 존재를 멈췄다)와 유사한 당국을 만들고, 제2차 세계 대전 이전에 가지고 있던 영토를 되찾으려는 폴란드 당국이 이 지역에 진입하는 것을 막으려 했다. 그러나 체코슬로바키아 대통령 베네시는 제2차 세계 대전 동안 되찾은 영토(즉, 북부 스피시와 북부 오라바)를 다시 폴란드에 주기로 결정했다 (해당 공식 행위는 1945년 5월 20일에 서명되었다). 비록 이 지역에서 조직된 슬로바키아인 여론 조사는 체코슬로바키아 지지를 보여주었음에도 불구하고 말이다. 대통령을 방문하는 대표단, 프라하와 폴란드에 대한 청원, 미국 슬로바키아인들의 항의, 슬로바키아 성직자들의 항의 등 많은 시위가 있었다. 이러한 시위에도 불구하고, 1945년 5월 20일, 체코슬로바키아와 폴란드 간의 제2차 세계 대전 이전 국경이 복원되었다.

## 영향
1945년에 폴란드와 체코슬로바키아 국경은 1920년 선으로 설정되었다.
폴란드군은 1945년 7월 17일 북부 오라바와 스피시를 점령했다. 이후 2년 동안 일부 마을에서는 무장 충돌과 사망자가 발생했다. 폴란드령 스피시 출신 슬로바키아인들은 주로 포프라트 근처의 새로 조성된 산업 도시 스비트, 케주마로크, 포프라트, 그리고 케주마로크 근처의 독일인 마을(이곳에서 독일인 주민들이 이전에 추방되었다)에 정착했다. 폴란드령 오라바 출신 슬로바키아인들은 주로 체코령 실레시아와 체코 영토의 독일인 마을(주데텐란트)에 정착했다.
1947년 3월 10일, 체코슬로바키아와 폴란드 사이에 폴란드 내 슬로바키아인의 기본권을 보장하는 조약이 체결되었다. 그 결과 폴란드에 41개의 슬로바키아 초등학교와 1개의 고등학교가 개설되었다. 그러나 이들 대부분은 슬로바키아 교사 부족으로 인해 1960년대 초에 폐쇄되었다.
1958년 6월 13일, 바르샤바에서 양국은 1938년 1월 1일 선(나치가 강요한 뮌헨 협정으로 체코슬로바키아에서 폴란드로 영토가 이전되기 전의 상황으로 돌아가는 것)으로 국경을 확인하는 조약을 체결했으며, 이후 이 문제에 관한 분쟁은 없었다.
1975년 3월, 체코슬로바키아와 폴란드는 두나예츠강을 따라 국경을 수정하여 폴란드가 크라쿠프 남동쪽 초르슈틴과 니에지차 지역에 댐을 건설할 수 있도록 허용했다.

## 현재 시대
틀:Relevance section
2005년, 폴란드와 슬로바키아 간의 몇 가지 사소한 국경 조정이 추가로 발효되었다.
총 면적 2,969m2의 폴란드 공화국 영토, 포함:

a) 두클라 고개 관측탑 지역 약 376m2, 제1조 2항에 명시된 경계 문서에 따름

b) 섬의 무명 지역 2,289m2, 제1조 3항에 명시된 경계 문서에 따름

c) 폴란드 마을 야보지나 지역 304m2, 제1조 4항에 명시된 경계 문서에 따름, 부동산, 장비 및 식물 포함 슬로바키아 공화국 소유로 이전.

총 면적 2,969m2의 슬로바키아 공화국 영토, 포함:

a) 두클라 고개 관측탑 지역 376m2, 제1조 2항에 명시된 경계 문서에 따름

b) 섬의 노키엘 2,289m2, 제1조 3항에 명시된 경계 문서에 따름

c) 슬로바키아 마을 스칼리테 지역 304m2, 제1조 4항에 명시된 경계 문서에 따름, 부동산, 장비 및 식물 포함 폴란드 공화국 소유로 이전.
— Dziennik Ustaw z 2005 r. Nr 203 poz. 1686.

2020년, 폴란드 주둔군이 실수로 체코를 침략하여 작은 교회를 점령했다.

## 같이 보기
- 체코슬로바키아의 역사
- 폴란드의 역사 (1918년-1939년)

## 더 읽어보기
- Gąsiorowski, Zygmunt J. "Polish-Czechoslovak Relations, 1918–1922," Slavonic and East European Review (1956) 35#84 pp. 172–193 in JSTOR
- Gromada, Thaddeus V. "Slovak Nationalists and Poland during the Interwar Period, Jednota Annual Furdek (1979), Vol. 18, pp 241–253.
- Jesenský, Marcel (2014). 《The Slovak–Polish Border, 1918–1947》. London: Palgrave Macmillan.
- Volokitina, T. V. "The Polish—Czechoslovak Conflict over Teschen: The Problem of Resettling Poles and the Position of the USSR," Journal of Communist Studies & Transition Politics (2000) 16#1 pp 46–63
- Woytak, Richard A. "Polish Military Intervention into Czechoslovakian Teschen and Western Slovakia in September–November 1938," East European Quarterly (1972) 6#3 pp 376–387.